# Luzonråttor
Luzonråttor (Carpomys) är ett släkte av däggdjur som ingår i familjen råttdjur.

## Beskrivning
Som namnet antyder förekommer dessa gnagare på ön Luzon som tillhör Filippinerna. De vistas där i bergstrakter cirka 2100 till 2400 meter över havet. Regionen är täckt av bergsskogar.
Individerna når en kroppslängd (huvud och bål) av 17,5 till 20 cm och en svanslängd av 16 till 21 cm. Den mjuka och täta pälsen har på ovansidan en brun färg med flera svarta hår. Buken är gulvit. Carpomys melanurus har en glänsande svart svans och hos Carpomys phaeurus är svansen mörkbrun och inte glänsande. För bättre rörlighet i växtligheten har de breda bakfötter. Tummen har en nagel och stortån en klo.
IUCN listar Carpomys phaeurus som livskraftig (LC) och Carpomys melanurus med kunskapsbrist (DD).

## Systematik
Kladogram enligt Catalogue of Life och Wilson & Reeder (2005):
| Carpomys | \| \| Carpomys melanurus \| \| \| \| \| \| Carpomys phaeurus \| \| \| \| |
|          | \| \| Carpomys melanurus \| \| \| \| \| \| Carpomys phaeurus \| \| \| \| |
|          | Carpomys melanurus                                                       |
|          |                                                                          |
|          | Carpomys phaeurus                                                        |
|          |                                                                          |